# Villa Makarenkostraße 5 (Radebeul)
Die Villa in der Makarenkostraße 5 steht im Stadtteil Niederlößnitz der sächsischen Stadt Radebeul.

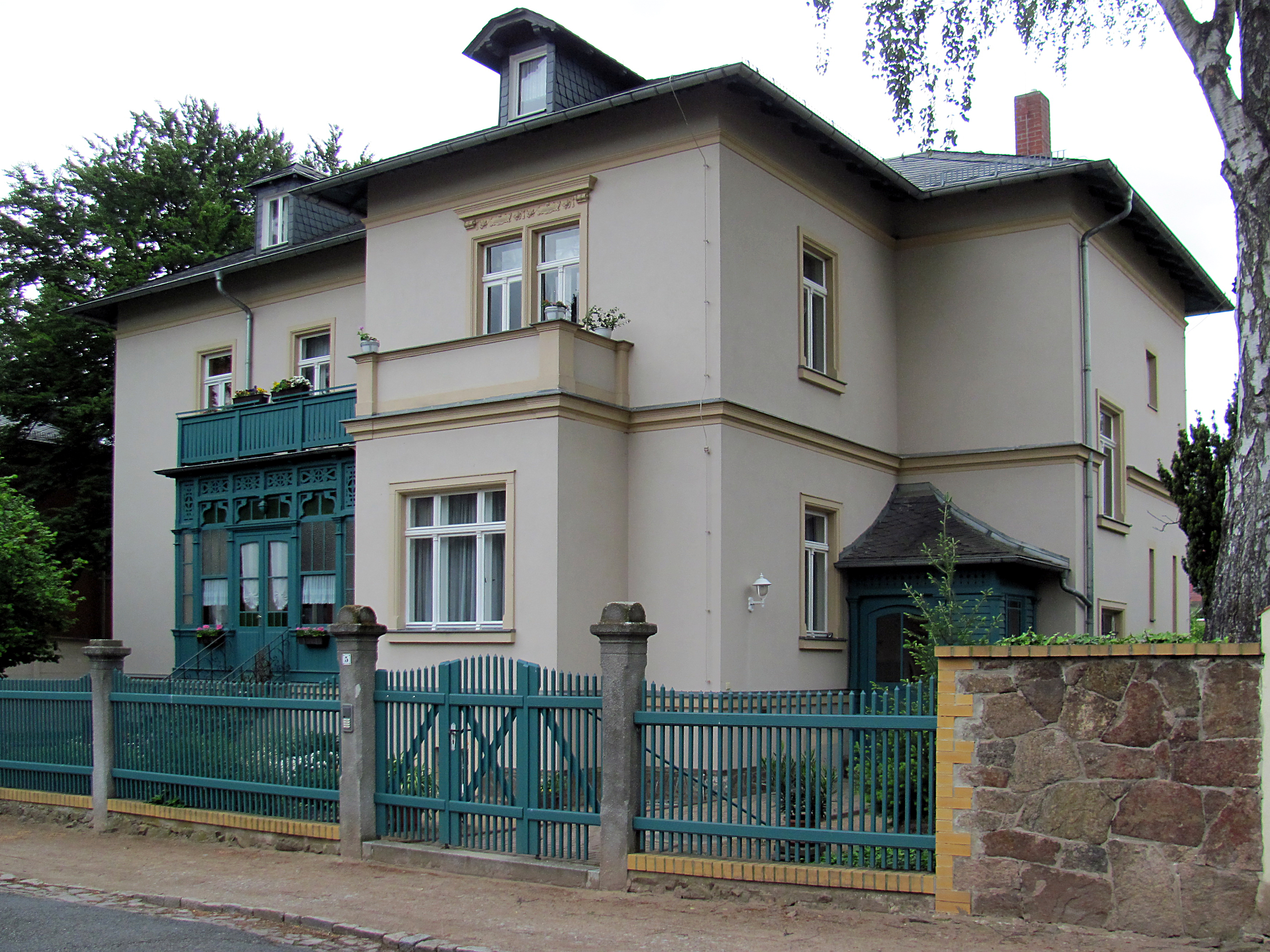
Villa Makarenkostraße 5

## Beschreibung
Die zweigeschossige, mitsamt Einfriedung und Toreinfahrt unter Denkmalschutz stehende Villa, auch als Mietvilla angesprochen, ist ein asymmetrischer Bau unter einem überkragenden, schiefergedeckten Walmdach.
In der Straßenansicht steht rechts ein Seitenrisalit mit vorgelagertem, eingeschossigen Vorbau, der obenauf einen massiv gebrüsteten Austritt für das Obergeschoss trägt. Der Dachteil des Risalits wird durch eine schmale Gaube mit Krüppelwalm-Sparrengiebelchen belichtet. Im Gegensatz zu den sonstigen Fenstern sind diejenigen im Risalit besonders breit ausgeführt; die Zwillings-Fenster-Tür-Kombination des Obergeschosses wird zudem durch eine Horizontalverdachung mit Stuckverzierung geschmückt.
Vor dem linken, zurückliegenden Fassadenteil der Straßenansicht steht in der Ecke zum Risalit eine eingeschossige Holzveranda mit Freitreppe zum Vorgarten; oberauf trägt sie einen Austritt aus dem Obergeschoss, geschützt durch eine Holzumrandung. Über der Veranda findet sich im Dach eine walmgedeckte Gaube. Ebensolche finden sich gespiegelt auf der Rückseite des Daches sowie links in der Südansicht.
In der rechten, nördlichen Seitenansicht steht ein massiver Treppenhausvorbau, der, nach hinten gerückt, mit der Rückfront abschließt. In der Ecke davor steht ein hölzerner Eingangsvorbau.
Die Fassaden werden durch Gesimse gegliedert, die Fenster werden durch Sandsteinumrandungen gefasst, deren Sohlbänke etwas weiter hervortreten.
Die Einfriedung ist ein geschwungener Holzzaun zwischen Pfeilern aus Kunststein.

## Geschichte
Das Wohnhaus wurde 1900/1901 auf Antrag des Bauunternehmers Friedrich Ernst Grafe errichtet. Der Entwurf dazu stammte von Baumeister Hugo Große. Das Aufnahmeersuchen in die Brandkasse erfolgte am 20. Dezember 1901.
Im Jahr 1915 wohnte dort der kaiserliche Konteradmiral z. D. Max Witschel (1863–1916), während das Haus der nahebei in der Schweizerstraße wohnenden Witwe Pauline Grafe gehörte.
Der Elektrizitätsverband Gröba beantragte 1925 die Erweiterung der Villa zur Aufnahme sogenannter Beamtenwohnungen, baute sie also für Angestellte ihres Unternehmens zur Mietvilla um. Dabei wurde auf der linken Seite der Straßenansicht eine Fensterachse hinzugefügt. Gleichzeitig nahm die Baufirma Karl Noack eine Vereinfachung der Fassadengestaltung vor. Der Abschluss der Bauarbeiten ist für den 29. Dezember 1925 dokumentiert.
Das Gebäude wurde nach der Wende denkmalgerecht instand gesetzt.